# Bisco Hatori
Bisco Hatori (葉鳥 ビスコ Hatori Bisuko?,  Prefectura de Saitama, Japón, 30 de agosto de 1975) es una mangaka japonesa, principalmente conocida por su trabajo Ouran High School Host Club.

## Biografía
Nació en Saitama, Japón. Su nombre, Bisco Hatori, es un seudónimo. Trabajó en varias revistas, entre ellas, LaLa. Su primer manga fue Sennen no Yuki; sin embargo Ouran High School Host Club es su logro más grande. El trabajo de Hatori está influenciado por mangas clásicos tales como Please Save My Earth, una serie shöjo de ciencia ficción, y el manga de baloncesto, Slam Dunk.

## Obras
- Isshunkan no Romance
- Sennen no Yuki (2001-2013) – 4 volúmenes
- Ouran High School Host Club (2003-2010) – 18 volúmenes
- Detarame Mōsōryoku Opera (2012) – 1 volumen
- Petite Pêche (2013-2015) – 1 volumen
- Urakata!! (2014-2018) – 7 volúmenes

## Premios
Hatori ganó el debut sobresaliente en los premios Hakusensha Newcomers número 26. Fue premiada por su obra Sennen no yuki junto con Kiyo Fujiwara, quien ganó el mismo premio por su obra Boku wa Ne.